# Michael Tait
Michael Tait é um cantor evangélico norte-americano, mais conhecido por seu trabalho na banda americana dc Talk.
Em 1997, Michael iniciou uma banda, Tait, nome dado em homenagem a seu pai, e em 2001 a banda entrou em atividade com o trabalho solo de Michael. Através da Tait foram lançados dois álbuns: Empty e Lose This Life. Atualmente Michael Tait é o mais recente vocalista da banda Newsboys, em substituição a Peter Furler, que saiu da banda em 2009. Michael também participou dos livros "Jesus Freaks" e "Jesus Freaks II".

## Discografia
No dc Talk
Como cantor solo
- (2001) - Empty
- (2003) - Lose This Life

No Newsboys